# فرانتز ماسنات
فرانتز ماسنات (انگلیسی: Frantz Massenat؛ زادهٔ ۱۷ ژانویهٔ ۱۹۹۲) بازیکن بسکتبال اهل ایالات متحده آمریکا است.
از باشگاه‌هایی که در آن بازی کرده‌است می‌توان به باشگاه بسکتبال ساسکی باسکونیا و باشگاه بسکتبال آندورا اشاره کرد.